# Активна фазирана антенна решетка
Активната фазирана антенна решетка (съкратено АФАР) е вид фазирана антенна решетка, която съдържа активни устройства, включени към антенните елементи или групи от елементи, в които направлението на излъчване/приемане и вида на диаграмата на насоченост се регулират чрез изменение на амплитудно-фазовото разпределение на електрическите токове или полетата на възбуждане. 

## Устройство и видове
Активните фазирани антенни решетки могат да бъдат предавателни (Т, Тх), приемни (R, Rx) или приемо-предавателни (T/R). АФАР се състои от модули, които обединяват антенен елемент (или група от елементи) с активно устройство (или група от активни устройства). Активните устройства могат да бъдат генериращи, усилващи или преобразуващи. Активните устройства могат да генерират сигнал, да усилват излъчвания и (или) приемания сигнал или да го преобразуват от цифров в аналогов и обратно. За съгласуване на работата на отделните модули на АФАР, всички те трябва да бъдат обединени от единна верига за разпределение на сигнала или работата им да бъде синхронизирана от единен управляващ център.
За разлика от АФАР, пасивната фазирана антенна решетка не съдържа активни устройства. Например в предавателната система на пасивната ФАР, радиосигналът се генерира и усилва до необходимата мощност в един общ за цялата система радиопредавател, след което се разпределя между отделните излъчващи елементи, като неговата мощност се разделя пропорционално на техния брой. В АФАР няма общ усилвател на изходния сигнал. Всеки модул има собствен, малък усилвател.

### Приемо-предавателен модул
Приемо-предавателният модул е в основата на канала за пространствена обработка на сигнала в АФАР. Той включва активен елемент - усилвател, което прави това устройство електрически необратимо. Следователно, за да може устройството да работи както за приемане, така и за предаване, то разделя предавателния и приемащия канал. Разделянето се извършва чрез антенен превключвател (комутатор) или циркулатор.
Приемен канал
Каналът за приемане включва следните устройства:
- Устройство за защита на приемника – обикновено е искров разрядник или друго прагово устройство, което предотвратява проникване на част от сигнала на предавателя на входа на приемника и с това претоварването на приемния канал.
- Усилвател с нисък шум (малошумящ усилвател, МШУ) – два или повече етапа (стъпала) на активно усилване на сигнала.
- Дефазатор (фазорегулатор) – устройство за фазово забавяне на сигнала с Δφ и определяне на фазата   му φi в i-ия канал като част от фазовото разпределение между каналите на решетката.
- Атенюатор (АТТ) – устройство за регулиране (понижаване, затихване) на амплитудата на сигнала Ai в i-ия канал за настройка на амплитудното разпределение между каналите на решетката.

Предавателен канал
Съставът на предавателния канал е подобен на състава на приемния канал. Разликата е в липсата на защитно устройство и по-ниските изисквания за шум към усилвателя. Въпреки това, предавателният усилвател на мощност (УМ) трябва да има по-голяма изходна мощност от приемащия усилвател.

## Предимства и недостатъци
Активните фазирани антенни решетки превъзхождат обикновените радарни антени в почти всяко отношение, осигурявайки по-голяма надеждност и способност за откриване и проследяване, макар и с известно увеличение на сложността и вероятно цената. AФAР може да осигури много повече мощност на предаване, което е необходимо за по-голям обхват на откриване на целта (увеличаването на предаваната мощност обаче има страничен ефект от увеличаване на следата, по която вражеското радиоразузнаване или станция за предупреждение за облъчване може да открие радара).
Основни недостатъци на AФAP са: разсейван на мощност, цена и сложност.
Ефективността на предавателя на модула обикновено е по-малка от 45 %. В резултат на това AФAP генерира голямо количество топлина, която трябва да се разсее, за да се предпазят чиповете на предавателя от топене - надеждността на микровълновите интегрални схеми (МИС) с галиев арсенид се увеличава при ниски работни температури. Модерните AФAP са с течно охлаждане (проектите в САЩ използват охлаждаща течност от полиалфаолефин, подобна на синтетична хидравлична течност). Типичната система за течно охлаждане използва помпи, които въвеждат охлаждаща течност през канали в антената и след това я изпускат към топлообменник – това може да бъде или въздушен охладител (радиатор), или топлообменник в резервоара за гориво (с втора верига за намаляване на нагряването от съдържанието на резервоара за гориво).
За изтребителен радар, който обикновено изисква 1000 до 1800 модула, цената на AФAР става неприемлива, ако модулите струват повече от сто щатски долара всеки. Ранните модули струват около 2 хиляди долара, което не позволява масовото използване на AФA. Въпреки това, цената на такива модули с развитието на технологиите непрекъснато намалява, тъй като разходите за разработване и производство на микровълнови MИС непрекъснато намаляват.

## Приложение
Понастоящем АФАР имат най-широко приложение в радиолокацията. При подходящо програмно обезпечение, съвременните радари с АФАР могат едновременно да откриват и съпровождат десетки и стотици различни цели.
На 9 май 2015 г. на военния парад по случай 70-а годишнина от победата на СССР във Великата Отечествена война, на Червения площад в Москва е показан първият сериен основен боен танк в света, оборудван с радар с АФАР – Т-14. Радарът на Т-14 e произведен по технологията, използвана за радара на изтребителя пето поколение Сухой Т-50 (Н036 „Белка“) – нискотемпературна керамика за Ка-диапазона (26,5–40 GHz). Може да съпровожда едновременно до 40 балистични и 25 аеродинамични цели. Системата за управление на огъня на Т-14 може самостоятелно да открива и унищожава в автоматичен режим цели с размер над 0,3 м в обхват до 100 км. 
- Съвременни радиолокационни станции с АФАР
- Н010 „Жук“ на МиГ-29, МиГ-35 и Су-27
- Н036 „Белка“ на 
Сухой Т-50
- AN/APG-81 на F-35
- AN/APG-77-1A на F-22
- AN/APG-68 на F-16 (AN/APG-80, блок 60)
- CAPTOR-E на Eurofighter Typhoon
- АФАР от L-диапазона в самолетно крило
- EL/M-2084 на ЗРК „Железен купол“
- АФАР на ЗРК „С-300В1“
- АФАР на ЗРК „С-300ПС“
- АФАР на ЗРК „С-300ПТ“
- РЛС за изстрелване и управление на огъня 30N6E2 на системата СAM С-300 ПМУ-2 „Фaвoрит“
- АФАР на ЗРК „С-400“
- ЗРК „С-500“ с АФАР